# Municipalità locale di Mbombela
Quella di Mbombela (in swati Masipaladi wase Mbombela; in afrikaans Mbombela Plaaslike Munisipaliteit) è una municipalità locale del Sudafrica appartenente alla municipalità distrettuale di Ehlanzeni, nella provincia di Mpumalanga. La sede municipale è la città di Mbombela.

## Storia
Il 3 agosto 2016 la precedente "Mbombela Local Municipality" ha incorporato la municipalità locale di Umjindi, che ha cessato di esistere, e assunto l'attuale denominazione "City of Mbombela Local Municipality". Prima della fusione, il territorio della municipalità si estendeva su una superficie di 3.411 km² ed era suddiviso in 36 circoscrizioni elettorali (wards). 

## Geografia fisica

### Confini
La municipalità locale di Mbombela confina a sud con l'eSwatini e con la Municipalità locale di Albert Luthuli (Gert Sibande), a nord con le Municipalità locale di Bushbuckridge e di Thaba Chweu, a est con quella di Nkomazi e a ovest con quella di Emakhazeni (Nkangala).

### Città e comuni
- Alkmaar
- Barretts
- Broedershoek
- Broham
- Elandshoek
- eMahusha
- Gatehouse
- Gutshwa
- Hazyview
- Kaapsehoop
- KaBokweni
- Kanyamazane
- Karino
- Khamagugu
- Kiepersol
- Krokodilpoort
- Lomshiyo
- Luphisa
- Marathon
- Masoyi
- Mataffin
- Matsulu
- Mayfern
- Mbombela
- Mbuyane
- Mdluli
- Montrose
- Mpakeni
- Msogwaba
- Nakambeni
- Ngodini
- Ngodwana
- Nkambeni
- Nsikazi
- Numbi
- Numbi Gate
- Plaston
- Rocky Drift
- Schagen
- State Land
- Weltevreden
- Wendywood
- White River
- Witrivier
- Yaverlandv

### Fiumi
- Blinkwater
- Blinkwaterspruit
- Buffelskloofspruit
- Crocodile
- Elandspruit
- Gladdespruit
- Gutshwa
- Houtbosloop
- Kaap
- Lupelule
- Mababababa
- Mac Mac
- Marite
- Mbuzulwane
- Mnyeleni
- Motitsi
- Nelspruit
- Ngodwana
- Noordkaap
- Nsikazi
- Phabeni
- Rietspruit
- Sabane
- Sabie
- Sand
- Sithungwane
- White Waters
- Wit

### Dighe
- Burgers Hall Dam
- Da Gama Dam
- Friedenheim Dam
- Klipkoppie Dam
- Langmere Dam
- Mestel Dam
- Mtshawu Dam
- Ngodwana Dam
- Primkop Dam